# Daniele Paponi
Daniele Paponi, né le 16 avril 1988 à Ancône, est un footballeur italien jouant au poste d'attaquant à l'Imolese Calcio 1919.

## Biographie
Enfant, il commence le football dans un club amateur basé à Posatora et Torrette, dans le nord d'Ancône. Ses qualités sont rapidement repérées par Parme où il rejoint d'abord l'équipe Primavera de Pietro Carmignani avant d'évoluer avec la première équipe et de faire ses débuts en Série A, à 17 ans, le 22 octobre 2005, lors d'un déplacement face à la Fiorentina (victoire 4-1). Lors de la saison 2005-2006, il recueille cinq nouvelles apparitions en Série A et une en Coupe d'Italie.
Il découvre la Coupe de l'UEFA au cours de la saison 2006-2007 lors d'un match à domicile au premier tour contre le Rubin Kazan où il inscrit le but de la victoire (1-0). Toujours en Coupe de l'UEFA contre le Lens, il marque de nouveau le but de la victoire et délivre une passe décisive. Son premier but en Série A, le 20 décembre 2006, restera célèbre et connu comme « le but du scorpion », contre Messine, et s'avèrera décisif pour Parme dans sa lutte pour le matin. 
Pendant dans la saison suivante (2007-2008), il dispose de peu de temps de jeu et, en janvier 2008, est prêté au Cesena, en Série B. En juin, il revient à Parme, alors relégué en Série B, et, le 20 janvier 2009, est prêté au Rimini sans droit de rachat. Après l'expérience de Rimini, il retrouve Parme pour la préparation d'avant-saison avec l'entraîneur Guidolin pour passer ensuite au Perugia le 31 août 2009, en Lega Pro.
À la fin du championnat 2009-2010, il est embauché par l’équipe de Bologne. Le 19 février 2011, il contribue à la victoire contre Palerme avec une tête magnifique à la dernière minute. Le 22 juin 2012, la copropriété avec Parme est résolue en faveur de Bologne.
Le 4 avril 2013, Paponi rejoint l'Amérique du Nord pour un essai avec l'Impact de Montréal en MLS. Son prêt pour le reste de la saison est confirmé le 19 avril 2013. Il fait sa 1re apparition sous le maillot montréalais le 24 avril 2013 contre le Toronto FC en Championnat canadien.
À l'été 2014, il retourne, prêté pour un an, dans l'équipe de sa ville natale, l'Ancône.

## Palmarès
Impact de Montréal
- Vainqueur du Championnat canadien en 2013

 Juve Stabia
- Champion d'Italie de troisième division en 2019

## Statistiques
| Saison                | Club                      | Championnat           | Championnat | Championnat | Coupe(s) nationale(s) | Coupe(s) nationale(s) | Compétition(s) continentale(s) | Compétition(s) continentale(s) | Compétition(s) continentale(s) | Séries | Séries | Total | Total |
| Saison                | Club                      | Division              | M.          | B.          | M.                    | B.                    | Comp.                          | M.                             | B.                             | M.     | B.     | M.    | B.    |
| 2005-2006             | Parme FC                  | Serie A               | 5           | 0           | -                     | -                     | -                              | -                              | -                              | -      | -      | 5     | 0     |
| 2006-2007             | Parme FC                  | Serie A               | 11          | 1           | 2                     | 0                     | C3                             | 6                              | 2                              | -      | -      | 19    | 3     |
| 2007-2008             | Parme FC                  | Serie A               | 7           | 0           | 1                     | 0                     | -                              | -                              | -                              | -      | -      | 8     | 0     |
| 2007-2008             | AC Cesena (prêt)          | Serie B               | 22          | 2           | -                     | -                     | -                              | -                              | -                              | -      | -      | 22    | 2     |
| 2008-2009             | Parme FC                  | Serie B               | 7           | 2           | 2                     | 1                     | -                              | -                              | -                              | -      | -      | 9     | 3     |
| 2008-2009             | Rimini Calcio (prêt)      | Serie B               | 14          | 0           | -                     | -                     | -                              | -                              | -                              | -      | -      | 14    | 0     |
| 2009-2010             | Pérouse Calcio (prêt)     | Lega Pro 1D           | 21          | 0           | 3                     | 0                     | -                              | -                              | -                              | -      | -      | 24    | 0     |
| 2010-2011             | Bologne FC                | Serie A               | 14          | 2           | 1                     | 0                     | -                              | -                              | -                              | -      | -      | 15    | 2     |
| 2011-2012             | Bologne FC                | Serie A               | 1           | 0           | 3                     | 1                     | -                              | -                              | -                              | -      | -      | 4     | 1     |
| 2012-2013             | Bologne FC                | Serie A               | 3           | 0           | 1                     | 0                     | -                              | -                              | -                              | -      | -      | 4     | 0     |
| 2013                  | Impact de Montréal (prêt) | MLS                   | 16          | 2           | 2                     | 1                     | LCC                            | 4                              | 1                              | 1      | 0      | 23    | 4     |
| 2014-2015             | Bologne FC                | Serie A               | 3           | 0           | -                     | -                     | -                              | -                              | -                              | -      | -      | 3     | 0     |
| 2014-2015             | US Ancône (prêt)          | Lega Pro              | 23          | 5           | 2                     | 1                     | -                              | -                              | -                              | -      | -      | 25    | 6     |
| 2015-2016             | US Latina                 | Serie B               | 12          | 1           | -                     | -                     | -                              | -                              | -                              | -      | -      | 12    | 1     |
| 2016-2017             | US Latina                 | Serie B               | -           | -           | 2                     | 1                     | -                              | -                              | -                              | -      | -      | 2     | 1     |
| Total sur la carrière | Total sur la carrière     | Total sur la carrière | 159         | 15          | 19                    | 5                     | -                              | 10                             | 3                              | 1      | 0      | 189   | 23    |